# MusicHound

Оригинальное издание справочника Rock: The Essential Album Guide 1996 года

MusicHound (иногда стилизовано под musicHound) — серия музыкальных справочников, публиковавшихся американским издательством Visible Ink Press в период между 1996 и 2002 годами. После публикации одиннадцати справочников, посвящённых музыкальным альбомам, серия MusicHound была продана базирующейся в Лондоне компании Music Sales Group, чьё издательство Omnibus Press первоначально распространяло книги за пределами Америки. Редактором-основателем серии был Гэри Графф, бывший музыкальный критик газеты Detroit Free Press.
Выходивший под заголовком «The Essential Album Guide» (рус. «Исчерпывающий альбомный справочник»), материал серии, как правило, содержал публикации, включающие биографию исполнителя и деление его записей на такие категории, как «что купить», «что дальше», «чего избегать» и «стоит искать». Среди альбомных справочников MusicHound были издания, посвящённые року, блюзу, классической музыке, джазу, этнической музыке, свингу и саундтрекам. В дополнение к собачьей аналогии в названии серии (англ. hound — «гончая собака») альбомы оценивались фирменной «косточковой» рейтинговой системой: пять костей равнялись самому высокому баллу, в свою очередь надпись «woof!» (рус. «гав!») означала — пластинку можно «пускать на корм псам».
По словам Граффа, задумывая эту серию, он представлял себе книги в качестве путеводителя для покупателя, в частности: «что-то похожее на хорошего продавца в магазине пластинок или того парня-покупателя, которого вы встречаете, когда просматриваете стеллажи и с которым вы начинаете спонтанный разговор». Впоследствии фирма Gale-owned Visible Ink также опубликовала серию видеогидов, начиная с Golden Movie Retriever, выпущенного в 1996 году.

## MusicHound Rock: The Essential Album Guide
Первым справочником серии был отредактированный Гэри Граффом и опубликованный в 1996 году (с предисловием от Маршалла Креншо) MusicHound Rock. В 1999 было выпущено дополненное издание, в соавторстве Граффа и Даниэля Дарчхолза. Рецензентами справочника выступили известные американские музыкальные критики: Джоэл Селвин (San Francisco Chronicle), Дасти Райт (Creem), Грег Кот (Chicago Tribune, Rolling Stone), Брайан Мэнсфилд (USA Today), Тор Кристенсен (The Dallas Morning News, Spin) и Роджер Кэтлин (Hartford Courant). Среди других обозревателей справочника были: Гэри Пиг Голд, который продолжил работу над шестью последующими выпусками серии; Грант Олден и Питер Блэксток, соучредители журнала No Depression; издатель журнала The Big Takeover Джек Рэбид, который ранее писал для схожего формата справочников журнала Trouser Press; редактор Guitar World Алан Пол; и Андерс Райт, редактор новостей музыкального сайта Wall Of Sound. Издание 1996 года содержало рецензии примерно на 2500 музыкальных исполнителей; рецензенты поставили высшую оценку 541 альбому.
Переиздание 1999 года вышло в комплекте с компакт-диском, выпущенным лейблом Capitol Records, и включало новый элемент «Какой альбом изменил вашу жизнь?» — боковые панели, написанные знаменитыми музыкантами. Среди них были следующие исполнители: Джоан Баэз, Питер Бак, Адам Клейтон, Фил Коллинз, Джейкоб Дилан, Бен Харпер, Микки Харт, Ленни Кравиц, Саймон Лебон, Стиви Никс, Лу Рид, Робби Робертсон, Патти Смит, Стинг и Пит Таунсенд Предисловие было написано Дагом Фигером, фронтменом группы The Knack. В рецензии газеты The Riverfront Times (опубликованной в июле 1999 года), Джейсон Тун отметил «некоторые уникальные элементы», которые предлагал справочник — такие как подробности об основных влияниях на каждого из исполнителей и на кого, в свою очередь, повлияли они — при сравнении MusicHound Rock со схожими альбомными справочниками от Penguin, Rough Guide и AllMusic.

## Остальные справочники
MusicHound Classical: The Essential Album Guide (1996)
- Под редакцией Гарауда Мактаггарта

MusicHound Country: The Essential Album Guide (1997)
- Под редакцией Брайана Мэнсфилда и Гэри Граффа

MusicHound Blues: The Essential Album Guide (1997)
- Под редакцией Лиланда Ракера; предисловие от Эла Купера

MusicHound Folk: The Essential Album Guide (1998)
- Под редакцией Нила Уолтерса и Брайана Мэнсфилда;[16] предисловие от Марка Мосса[17]

MusicHound R & B: The Essential Album Guide (1998)
- Под редакцией Гэри Граффа, Джоша Фридома ду Лак и Джима Макфарлина

MusicHound Jazz: The Essential Album Guide (1998)
- Под редакцией Стива Холтджи и Нэнси Энн Ли

MusicHound Lounge: The Essential Album Guide to Martini Music and Easy Listening (1998)
- Под редакцией Стива Кноппера

MusicHound Swing!: The Essential Album Guide (1999)
- Под редакцией Стива Кноппера

MusicHound Soundtracks: The Essential Album Guide to Film, Television and Stage Music (1999)
- Под редакцией Дайдира Си Датча; предисловие от Лукаса Кендалла и Джулии Майклз[21]

MusicHound World: The Essential Album Guide (2000)
- Под редакцией Адама Макговерна; предисловие от Дэвида Бирна и Анджелики Киджо[22]